# تپه شهر تازیان
تپه شهر تازیان، مربوط به دوران پیش از تاریخ ایران باستان است و در شهرستان کیار، روستای تشنیز واقع شده است. این اثر در تاریخ ۲۴ فروردین ۱۳۸۲ با شمارهٔ ثبت ۸۲۳۷ به‌عنوان یکی از آثار ملی ایران به ثبت رسیده است.